# Crna rijeka
Die Crna rijeka („Schwarzer Fluss“) ist ein etwa acht Kilometer langer Bergbach im mittleren Bosnien und Herzegowina und der einzige größere linke Zufluss der Ilomska. Er entspringt im Duboki jarak im nördlichen Teil des Vlašić-Gebirges in einer Höhe von 1380 m, unterhalb des Berges Blatnica. Im Oberlauf fließt er zunächst zwischen der Omanjača (rechtes Ufer, 1355 m) und dem Ravan (1304 m). Nach dem Verlassen der Schlucht fließt der Fluss bis zur Mündung direkt in nördliche Richtung. Unterhalb der Siedlung Ćelića luka mündet die Crna rijeka in einer Höhe von 1063 m in die Ilomska.
Während der österreichisch-ungarischen Herrschaft wurde entlang der Crna rijeka eine Schmalspurwaldbahn erbaut, um den Wald wirtschaftlich nutzbar zu machen.